# ناحیه هاتسونویل، شهرستان کرافورد، ایلینوی
ناحیه هاتسونویل (به انگلیسی: Hutsonville Township) یک منطقهٔ مسکونی در ایالات متحده آمریکا است که در شهرستان کروفورد، ایلینوی واقع شده‌است. ناحیه هاتسونویل ۱۴۸ متر بالاتر از سطح دریا واقع شده‌است.